# Stadtkirche Drebkau

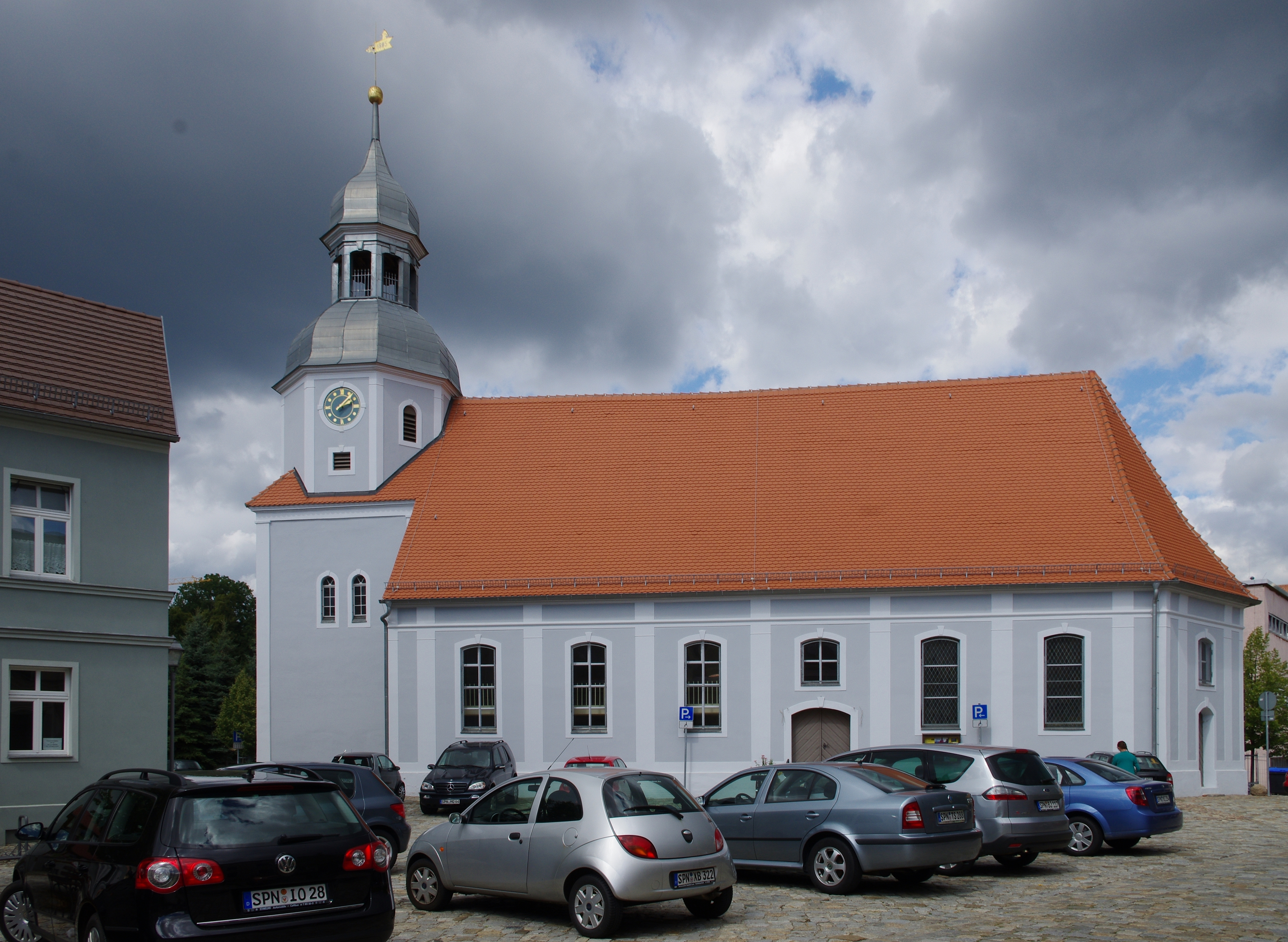
Stadtkirche Drebkau (2013)

Die Stadtkirche Drebkau ist das Kirchengebäude der Stadt Drebkau im Landkreis Spree-Neiße in Brandenburg. Es gehört der Kirchengemeinde Drebkau-Steinitz-Kausche im Kirchenkreis Cottbus, der Teil der Evangelischen Kirche Berlin-Brandenburg-schlesische Oberlausitz ist, und steht unter Denkmalschutz.

## Architektur und Geschichte
Die Stadt Drebkau hatte im Laufe ihrer Geschichte verschiedene Kirchengebäude, die jeweils durch Brände zerstört wurden. Im Jahr 1805 erhielt die damalige Kirche, ein Bau im Stil des Spätbarock, einen Westturm mit quadratischem Unterteil und einem achteckigen Glockengeschoss. Der Aufsatz ist mit einer Doppelhaube mit Laterne bekrönt. Das Kirchenschiff wurde in den Jahren 1809 und 1810 unter Einbeziehung des vorhandenen Turms neu gebaut. Das Kirchenschiff ist durch Putzvorlagen gegliedert und hat einen Dreiachtelschluss. Die Fenster sowie die Eingangsportale sind korbbogig.
Der Innenraum der Kirche ist flachgedeckt, in der Kirche befindet sich eine Hufeisenempore. Auf der Westempore steht ein Orgelprospekt aus der Bauzeit. Im Jahr 1909 baute der Sorauer Orgelbauer Gustav Heinze eine neue Orgel unter Beibehaltung des alten Prospekts. Die zweimanualige Orgel hat 16 Register. 1952 wurde das Instrument von der Firma Alexander Schuke Potsdam Orgelbau restauriert, 2005 wurde die Orgel erneut überarbeitet. Der ursprüngliche Altar wurde während des Zweiten Weltkrieges durch Kriegseinwirkung zerstört.